# Jake Gyllenhaal
Jacob Benjamin »Jake« Gyllenhaal (izg. ˈdʒɪlənhɑːl), ameriški gledališki, filmski in televizijski igralec, 19. december 1980, Los Angeles, Kalifornija, Združene države Amerike.
Jake Gyllenhaal je sin režiserja Stephena Gyllenhaala in scenaristke Naomi Foner. Z igranjem je pričel že pri desetih letih. Že od svoje prve glavne vloge, ki jo je dobil leta 1999, ko je zaigral v filmu Oktobrsko nebo, se pojavlja v pomembnejših vlogah; leta 2001 je zaigral v neodvisni kultni uspešnici Donnie Darko, v kateri je igral motenega najstnika, brata lika svoje prave sestre, igralke Maggie Gyllenhaal. Leta 2004 je zaigral v znanstveno-fantastičnem filmu Dan po jutrišnjem, kjer je upodobil študenta, ujetega v kataklizmični nesreči, ki jo je povzročilo globalno ohlajanje. Poleg njega je kot oče njegovega lika zaigral tudi Dennis Quaid. Kot razočaran marinec je zaigral v filmu Marinec (2005). Istega leta je požel velik kritični uspeh ter nominacijo za oskarja v kategoriji za »najboljšo stransko moško vlogo« za svojo upodobitev Jacka Twista v filmu Gora Brokeback poleg Heatha Ledgerja. Kot superzlobnež Mysterio je Gyllenhall leta 2019 zaigral v filmu Spider-Man: Daleč od doma.
Jake Gyllenhaal promovira razne politične in dobrodelne organizacije. Pojavil se je v oglasu Rock the Vote, sodeloval pri kampanji za zabavo demokratov ob predsedniških volitvah leta 2004, promoviral okoljevarstvene organizacije in sodeloval pri polovici kampanje American Civil Liberties Union.

## Zgodnje življenje, družina in izobrazba
Za druge sorodnike po očetovi strani glej družina Gyllenhaal
Jake Gyllenhaal se je rodil v Los Angelesu, Kalifornija, Združene države Amerike kot sin filmskega režiserja Stephena Gyllenhaala in filmske producentke in scenaristke Naomi Foner (roj. Achs). Maggie Gyllenhaal, njegova sestra in igralka, se je pojavila v njegovem filmu Donnie Darko. Danes je Maggie Gyllenhaal poročena z igralcem Petrom Sarsgaardom, njegovim soigralcem iz filmov Marinec in Ugrabitev. Njegova nečakinja, Ramona Sarsgaard, se je rodila 3. oktobra 2006. Njegova botra je Jamie Lee Curtis, kot je večkrat povedal, pa sta njegova botra gejevski par. Njegov stric, Anders Gyllenhaal, je izvršni urednik revije The Miami Herald. Njegov pokojni stric, Robert Achs, je bil ustvarjalec filmov.
Njegov oče ga je vzgajal kot pripadnika cerkve splošna konvencija cerkve Novi Jeruzalem in je tudi član švedske plemiške družine Gyllenhaal. Njegov pra-pradedek, Anders Leonard Gyllenhaal se je v Združene države Amerike preselil iz Švedske. Njegova mama prihaja iz judovske družine iz New Yorka in Jake Gyllenhaal pravi, da se sam sebi zdi »bolj Jud kot kar koli drugega.« Ob njegovem trinajstem rojstnem dnevu so mu njegovi starši pripravili »zabavo, podobno Bar micvi, samo brez tipičnega razkošja«, sam pa je tudi opravljal delo prostovoljca v zavetišču za brezdomce, saj so njegovi starši želeli, da bi bil hvaležen za svoj privilegiran način življenja. Njegovi starši so vztrajali, da se je čez poletje zaposlil in se preživljal sam, zaradi česar je nekaj časa delal kot reševalec iz vode in čistil umazano posodo v raznih restavraciji, ki jo je vodil družinski prijatelj.
Jake Gyllenhaal je obiskoval srednjo šolo Harvard-Westlake School v Los Angelesu, ki jo je končal leta 1998. Potem se je pričel šolati na univerzi Kolumbija, ki jo je njegova sestra obiskovala do zadnjega letnika, njegova mama pa je tam tudi diplomirala. Študiral je filozofijo in vzhodne religije. Po dveh letih je opustil šolanje, da bi se osredotočil na igranje, vendar je izrazil željo po tem, da bi kasneje diplomiral.

## Kariera

### Zgodnja kariera (1991–2000)
Že med otroštvom je bil Jake Gyllenhaal večkrat izpostavljen ustvarjanju filmov, saj so se skoraj vsi v njegovi družini ukvarjali s tem poslom. Svoj prvi film je posnel pri enajstih letih, ko se je kot sin lika Billyja Crystala pojavil v komediji City Slickers (1991). Njegovi starši mu niso pustili zaigrati v filmu The Mighty Ducks (1992), saj bi moral zaradi snemanja za dva meseca oditi od doma. V letih, ki so sledila, so mu starši dovolili odhajati na avdicije za razne vloge, vendar so mu večkrat prepovedali, da bi v katerem izmed filmov tudi zares zaigral, če je bil izbran za vlogo. Vseeno sta mu dovolila, da se je pojavil v nekaterih filmih njegovega očeta. Leta 1993 se je skupaj s svojo sestro Maggie pojavil v filmu A Dangerous Woman, leta 1994 sam zaigral v epizodi televizijske serije Homicide: Life on the Streets, naslovljeni kot »Bop Gun«, leta 1998 pa je posnel komedijo Homegrown. Skupaj s svojo mamo sta se Jake in Maggie Gyllenhaal pojavila v dveh epizodah italijanske kuharske serije Molto Mario, ki se je predvajala na kanalu Food Network. Do njegovega zadnjega leta na srednji šoli je bil edini film, v katerem se je lahko pojavil in ga ni režiral njegov oče, film Josh and S.A.M. (1993), manj znan otroški pustolovski film.
Njegova prva glavna vloga je bila vloga v filmu Joeja Johnstona, Oktobrsko nebo (1999), filmski upodobitvi avtobiografiji Homra Hickama, Rocket Boys, v kateri je upodobil mladega moškega iz zahodne Virginije, ki si prizadeva zaslužiti štipendijo, da mu ne bi bilo treba delati. Film je zaslužil okoli 32 milijonov $, revija Sacramento News and Review pa je kasneje nastop Jakea Gyllenhaala opisala kot njegov »prebojni nastop«.

### Od filmaDonnie Darkodo Londonskega gledališča (2001–2004)
Film Donnie Darko, drugi večji film Jakea Gyllenhaala, ni bil dobro prodajan, vendar je zaradi pozitivnih ocen s strani filmskih kritikov prejel naziv kultnega filma. Film, ki ga je režiral Richard Kelly, je bil posnet leta 1998, v njem pa ima Jake Gyllenhaal vlogo motenega najstnika, ki potem, ko za las ubeži smrti, videva 2 metra visokega zajca po imenu Frank, ki mu pove, da bo sveta kmalu konec. Njegov nastop je s strani filmskih kritikov v glavnem prejemal pohvale; Gary Mairs iz revije Culture Vulture je, na primer, napisal, da »Gyllenhaalu uspe izvesti zapleteno ukano, s katero izgleda v mejah normale in hkrati močno moten, oboje v istem prizoru.«
Po uspehu filma Donnie Darko se je Jake Gyllenhaal naslednjič pojavil v pomembnejši vlogi leta 2002, ko je zaigral glavno vlogo v filmu Highway, ki pa so ga tako filmski kritiki kot občinstvo popolnoma prezrli. Njegov nastop je eden izmed kritikov opisal kot »trapast, klišejski in televizijski.« Jake Gyllenhaal je več uspeha požel, ko je poleg Jennifer Aniston zaigral v filmu Pridna punca, ki se je premierno predvajal na filmskem festivalu Sundance Film Festival leta 2002; zaigral je tudi v filmu Lovely & Amazing poleg Catherine Keener. V obeh filmih je igral nestabilen lik, ki začne z nepremišljeno afero s starejšo žensko. Kasneje je te vloge opisal kot »prehodne vloge, s katerimi sem od najstnika postal resen igralec«. Jake Gyllenhaal je kasneje zaigral v romantični komediji podjetja Touchstone Pictures, Bubble Boy, ki je temeljila na zgodbi Davida Vettra. Zgodba govori o pustolovščini moža, ki ljubezen svojega življenja najde, tik preden se slednja poroči z napačnim moškim. Filmski kritiki so film v glavnem kritiziralii, eden izmed njih ga je, na primer, označil za »praznoglavega, kaotičnega, groznega, popolnoma brez okusa«.
Po filmu Bubble Boy je Jake Gyllenhaal poleg Dustina Hoffmana, Holly Hunter, Susan Sarandon in Ellen Pompeo zaigral v filmu Ljubezen v mesečini, kjer je upodobil mladega moškega, ki se sooča s smrtijo svoje zaročenke in žalovanjem njenih staršev. Zgodba, ki je prejela mešane ocene s strani filmskih kritikov, temelji na osebni izkušnji režiserja in scenarista filma, Brada Silberlinga, ki se je v preteklosti soočil z umorom njegovega dekleta, Rebecce Schaeffer.
Jake Gyllenhaal je bil skoraj izbran za vlogo Spider-Mana v filmu Spider-Man 2, saj se je režiser filma, Sam Raimi, bal za zdravje Tobeyja Maguirea, ki je ta lik upodobil v predhodniku tega filma, filmu Spider-Man. Tobey Maguire si je opomogel, nadaljevanje filma pa so posneli brez Jakea Gyllenhaala. Namesto tega je leta 2004 zaigral v uspešno prodajanem filmu Dan po jutrišnjem, kjer je poleg njega kot oče njegovega lika igral tudi Dennis Quaid.
Njegovo prvo gledališko igro, ponovno upodobitev igre This is Our Youth v režiji Kennetha Lonergana, so uprizarjali v Londonskem gledališču. Jake Gyllenhaal je kasneje dejal: »Vsak igralec, po katerem sem se zgledoval, je igral tudi v gledališčih, zato sem vedel, da moram dati priložnost tudi le-temu.« Igro, ki je bila kritična senzacija na Broadwayju, so uprizarjali osem tednov v Londonskem gledališču West End. Jake Gyllenhaal je s strani kritikov prejemal v glavnem pozitivne ocene, nagrajen je bil celo z nagrado Evening Standard Theatre Award v kategoriji za »izstopajočega novinca«.

### Gora Brokebackin kasneje (2005–danes)
Leto 2005 je bilo za Jakea Gyllenhaala plodno leto, saj je takrat zaigral v filmih, ki so jih filmski kritiki zelo hvalili, in sicer Dokaz, Marinec in Gora Brokeback. V filmu Dokaz je poleg Gwyneth Paltrow in Anthonyja Hopkinsa zaigral študenta, ki je tik pred diplomo iz matematike, ko poskuša prepričati lik Gwyneth Paltrow, naj skupaj objavita revolucionarni dokaz, ki bi dokazal problem zmedene komunikacije v matematiki. V filmu Marinec je Jake Gyllenhaal igral zanj značilni »občutljiv, a vseeno moten« lik, agresivnega moškega, prikazanega kot nasilnega ameriškega marinca med zalivsko vojno. Odšel je tudi na avdicijo za vlogo Batman v finančno uspešnem filmu Batman: Na začetku in jo tudi skoraj dobil, vendar je lik Batmana nazadnje odigral Christian Bale.
V filmu Gora Brokeback sta Jake Gyllenhaal in Heath Ledger zaigrala mlada moška, pastirja ovc, ki poleti leta 1963 začneta s seksualnim razmerjem, ki traja do smrti lika Jakea Gyllenhaala leta 1983. Film so mediji večkrat označili za »gejevski kavbojski film,« čeprav je javnost izražala različna mnenja glede spolne usmerjenosti obeh likov. Film je bil nagrajen z nagrado Golden Lion na beneškem filmskem festivalu. Film je prejel tudi štiri zlate globuse, štiri nagrade British Academy of Film and Television Arts (BAFTA) Awards in tri oskarje. Jake Gyllenhaal je bil nominiran za oskarja v kategoriji za »najboljšega stranskega igralca«, vendar je nagrado nazadnje osvojil George Clooney za svoj nastop v filmu Syriana. Jake Gyllenhaal je prejel tudi nagrado BAFTA v kategoriji za »najboljšega stranskega igralca« za svoj nastop v tem filmu ter bil nominiran v dveh kategorijah za nagrado Screen Actors Guild Awards; v kategoriji za »najboljšega stranskega igralca« ter v kategoriji za »najboljšo filmsko igralsko zasedbo«. Kasneje, leta 2006, sta bila skupaj s Heathom Ledgerjem na podelitvi nagrad MTV Movie Awards nagrajena v kategoriji za »najboljši poljub« za ta film. Kmalu po 78. podelitvi oskarjev so Jakea Gyllenhaala povabili, naj se pridruži Akademiji zaradi svoje prepoznavne igralske kariere. Jake Gyllenhaal je bil za isto vlogo leta 2006 nagrajen z nagrado National Arts Awards, in sicer v kategoriji za »nagrado mladih umetnikov za odličnost v umetnosti«.
Jake Gyllenhaal je izrazil mešane občutke o sodelovanju z režiserjem Angom Leejem, s katerim je sodeloval pri snemanju filma Gora Brokeback, vendar je večinoma njegov slog režiranja hvalil in ne kritiziral. Medtem, ko se je pritožil čez dejstvo, da je nameraval ob snemanju filma prekiniti vse stike z igralci, je pohvalil njegov način spodbujanja igralcev in njegov občutljiv pristop do gradiva. Na podelitvi nagrad Directors Guild of America Awards 28. januarja 2006 je Jake Gyllenhaal Anga Leeja pohvalil tudi zaradi »njegove skromnosti in spoštovanja do vseh okoli njega.«
Ko so ga vprašali o prizorih iz filma Gora Brokeback, v katerih se je poljubljal s Heathom Ledgerjem, je Jake Gyllenhaal dejal: »Mislim, da poklic igralca vključuje tudi to, da moramo odigrati tudi prizore, v katerih se počutimo še tako neprijetno.« Ko so ga povprašali po bolj intimnih prizorih s Heathom Ledgerjem, je Jake Gyllenhaal odvrnil, da takšne prizore enači s »prizori spolnosti, ki jih posnamem z žensko, ki me ne posebno privlači.« Po izidu filma Gora Brokeback so se v javnosti začele pojavljati govorice o spolni usmerjenosti igralca. Ko so ga o tovrstnih govoricah povprašali v nekem intervjuju, je Jake Gyllenhaal odvrnil:
Veste, v bistvu mi laskate, če menite, da sem biseksualec. To pomeni, da lahko odigram več vlog različne vrste. Vseeno mi je, kako mi ljudje pravijo. Moški me nikoli niso seksualno privlačili, a mislim, da se ne bi prestrašil, če bi se to zgodilo.
Leta 2005 je Jake Gyllenhaal pripovedoval zgodbo v kratkem animiranem filmu The Man Who Walked Between the Towers, ki je temeljil na istoimenski knjigi Mordicaija Gersteina o najslavnejših kaskaderskih trikih Philippea Petita. Januarja 2007 je med vodenjem oddaje Saturday Night Live oblekel svetlečo se obleko in nastopal s pesmijo »And I Am Telling You I'm Not Going« iz muzikala Sanjske punce, kar je bilo del njegovega skeča, pesem pa je posvetil »edinstveni skupini oboževalcev … oboževalcem Gore Brokeback«
Leta 2007 je Jake Gyllenhaal zaigral v filmu Davida Fincherja, Zodiak, ki je temeljil na resničnih dogodkih. V filmu je imel vlogo Roberta Graysmitha, avtorja risank, novinarja časopisa San Francisco Chronicle in avtorja dveh knjig o serijskem morilcu iz Zodiaka. Jake Gyllenhaal je oktobra 2007 poleg Meryl Streep, Alana Arkina in Reese Witherspoon zaigral tudi v političnem trilerju Gavina Hooda, Ugrabitev, filmu o ameriški politiki o izrednih izročitvah. Leta 2009 se je skupaj s Tobeyjem Maguireom zaigral v istoimenski priredbi Jima Sheridana nemškega filma Susanne Bier iz leta 2004, Brata. Leta 2010 je poleg Jessice Biel zaigral v filmu Nailed, ki so ga snemali v Južni Karolini. Zaigral je tudi v istoimenski filmski upodobitvi videoigre Perzijski princ: Sipine časa, ki ga je produciral Jerry Bruckheimer, izdalo pa podjetje Disney, in sicer 28. maja 2010.
Jake Gyllenhaal bo igral v še nenaslovljenem filmu Douga Limana, ki bo govoril o tekmovanju za priseljevanje na luno.

## Javna podoba
Jake Gyllenhaal je mednarodno prepoznaven kot seks simbol in leta 2006 se je uvrstil na prvo mesto lestvice »50 najlepših ljudi« revije People. Uvrstil se je tudi na seznam »najprivlačnejših samcev leta 2006« revije People. Da bi v tovrstne sezname vključevali tudi druge, so leta 2007 in 2008 anketirali na tisoče homoseksualnih in biseksualnih moških ter tako sestavili seznam »100 najprivlačnejših ljudi« spletne strani AfterElton.com. Jake Gyllenhaal se je obakrat uvrstil na prvo mesto seznama. Uvrstil se je na drugo mesto seznama igralcev, ki so v filmu igrali homoseksualni lik, revije Gay Wired Magazine.

## Zasebno življenje
Decembra 2006 sta Jake in Maggie Gyllenhaal pobegnila iz znane restavracije Manka's v Invernessu, Kalifornija, kjer sta ostajala na počitnicah, ki jo je uničil požar. Jake Gyllenhaal je boter Matilde Rose Ledger (roj. 28. oktober 2005), hčerke Heatha Ledgerja in Michelle Williams, njegovih soigralcev iz filma Gora Brokeback.
V prostem času Jake Gyllenhaal rad kuha in obdeluje les. Sam pravi: »Nisem budist s kartami, a trudim se biti pozoren«. Kot je povedal, vsak dan meditira.

### Razmerja
Jake Gyllenhaal je skoraj dve leti hodil z igralko Kirsten Dunst, začenši leta 2002.
Jake Gyllenhaal je imel razmerje s svojo soigralko iz filma Ugrabitev, Reese Witherspoon. Njuno razmerje, o katerem so mediji govorili že zgodaj leta 2007, je igralka potrdila novembra 2008 med intervjujem za revijo Vogue. Par naj bi se razšel novembra 2009, vendar sta to novico zanikala tako njen kot njegov tiskovni predstavnik, ki sta trdila, da »sta še vedno skupaj.« Kakorkoli že, nekaj tednov kasneje so v reviji Us Weekly objavili, da se je par resnično razšel.
Pozno leta 2010 je Jake Gyllenhaal za kratek čas prijateljeval s country pevko Taylor Swift. Razšla sta se zgodaj leta 2011.

### Politični in drugi interesi
Jake Gyllenhaal je politično aktiven. Posnel je nekaj oglasov za organizacijo Rock the Vote in skupaj s svojo sestro, Maggie Gyllenhaal, obiskal univerzo Južne Kalifornije, kjer sta študente spodbujala k temu, da bi tudi oni sodelovali na predsedniških volitvah leta 2004. Sodeloval je tudi pri kampanji za demokratskega predsedniškega kandidata Johna Kerryja. Kakorkoli že, kasneje je dejal, da »postanem zelo razočaran, ko slišim igralce govoriti o politiki; sem zelo politična oseba in sam se odločam za snemanje političnih filmov. Poskušam narediti in govoriti o stvareh, s katerimi lahko nekaj naredim. Naj bo to prav ali narobe, mladi igralci imajo vso moč.« V intervjuju med promocijo filma Ugrabitev je pripomnil, da »je zelo žalostno, ko so igralci politiki in politiki igralci.«
Vzgojen v družini z veliko socialnimi težavami je Jake Gyllenhaal sodeloval in promoviral kampanjo organizacije American Civil Liberties Union, ki jo močno podpira njegova celotna družina. Kot velik okoljevarstvenik redno reciklira in je v nekem intervjuju povedal, da na leto porabi okoli 400 $ zato, da pomaga pri sajenju dreves v gozdu Mozambik, včasih pa tudi promovira organizacijo Future Forests. Potem, ko je posnel film Dan po jutrišnjem, je Jake Gyllenhaal odletel na Antarktiko, da bi ljudi spoznal z nevarnostmi, ki jih povzročajo podnebne spremembe.
Jake Gyllenhaal je podpisal pogodbo, s katero se je zavezal, da bo pomagal preko televizijske prireditve zbirati denar za organizacijo Stand Up To Cancer.

## Filmografija
| Leto | Naslov                       | Vloga                    | Opombe               |
| ---- | ---------------------------- | ------------------------ | -------------------- |
| 1991 | City Slickers                | Danny Robbins            |                      |
| 1993 | Josh and S.A.M.              | Leon                     |                      |
| 1993 | A Dangerous Woman            | Edward                   | Kot Jacob Gyllenhaal |
| 1998 | Homegrown                    | Jake/Blue Kahan          |                      |
| 1999 | Oktobrsko nebo               | Homer Hickam Jr.         |                      |
| 2001 | Donnie Darko                 | Donald J. »Donnie« Darko |                      |
| 2001 | Bubble Boy                   | Jimmy Livingston         |                      |
| 2001 | Lovely & Amazing             | Jordan                   |                      |
| 2002 | Highway                      | Pilot Kelson             |                      |
| 2002 | Ljubezen v mesečini          | Joe Nast                 |                      |
| 2002 | Pridna punca                 | Thomas »Holden« Worther  |                      |
| 2003 | Abby Singer                  | On                       | Cameo                |
| 2004 | Dan po jutrišnjem            | Sam Hall                 |                      |
| 2005 | Gora Brokeback               | Jack Twist               |                      |
| 2005 | Marinec                      | Anthony »Swoff« Swofford |                      |
| 2005 | Dokaz                        | Harold »Hal« Dobbs       |                      |
| 2007 | Zodiak                       | Robert Graysmith         |                      |
| 2007 | Ugrabitev                    | Douglas Freeman          |                      |
| 2009 | Brata                        | Tommy Cahill             |                      |
| 2010 | Perzijski princ: Sipine časa | Princ Dastan             |                      |
| 2010 | Ljubezen in druge droge      | Jamie Randall            |                      |
| 2010 | Nailed                       | Howard Birdwell          | Post-produkcija      |
| 2011 | Source Code                  | Colter Stevens           | Post-produkcija      |
| 2019 | Spider-Man: Daleč od doma    | Quentin Beck/Mysterio    |                      |

## Nagrade in nominacije
| Leto | Nagrada                                        | Kategorija                                          | Osvojil? | Delo                         |
| ---- | ---------------------------------------------- | --------------------------------------------------- | -------- | ---------------------------- |
| 2002 | Young Hollywood Award                          | Prebojni nastop – Moški                             | Da       | Donnie Darko                 |
| 2002 | Independent Spirit Award                       | Najboljši glavni moški                              | Ne       | Donnie Darko                 |
| 2003 | Chlotrudis Award                               | Najboljši igralec                                   | Da       | Donnie Darko                 |
| 2003 | DVD Exclusive Award                            | Nagrada ob premieri DVD-ja, najboljši igralec       | Ne       | Highway                      |
| 2003 | Teen Choice Award                              | Izbira filmske prebojne zvezde – Moški              | Ne       | Pridna punca                 |
| 2005 | National Board of Review Award                 | Najboljši stranski igralec                          | Da       | Gora Brokeback               |
| 2006 | MTV Movie Award                                | Najboljši nastop                                    | Da       | Gora Brokeback               |
| 2006 | MTV Movie Award                                | Najboljši poljub                                    | Da       | Gora Brokeback               |
| 2006 | Screen Actors Guild Award                      | Izstopajoči nastop moškega igralca v stranski vlogi | Ne       | Gora Brokeback               |
| 2006 | Screen Actors Guild Award                      | Izstopajoča igralska zasedba                        | Ne       | Gora Brokeback               |
| 2006 | Critics' Choice Award                          | Najboljši stranski igralec                          | Ne       | Gora Brokeback               |
| 2006 | BAFTA Award                                    | Najboljša stranska igralka                          | Da       | Gora Brokeback               |
| 2006 | Palm Springs International Film Festival Award | Dosežki – Nagrada igralcev                          | Da       | Gora Brokeback               |
| 2006 | Oskar                                          | Najboljši stranski igralec                          | Ne       | Gora Brokeback               |
| 2006 | Satellite Award                                | Izstopajoči stranski igralec                        | Ne       | Gora Brokeback               |
| 2006 | Satellite Award                                | Izstopajoči glavni igralec                          | Ne       | Marinec                      |
| 2006 | National Arts Award                            | Nagrada mladih umetnikov za odličnost v umetnosti   | Da       |                              |
| 2008 | Teen Choice Award                              | Izbira filmskega igralca – Drama                    | Ne       | Ugrabitev                    |
| 2010 | Teen Choice Award                              | Izbira filmskega igralca - Fantazija                | Ne       | Perzijski princ: Sipine časa |
| 2010 | Teen Choice Award                              | Izbira filmskega igralca - Drama                    | Ne       | Brata                        |
| 2010 | Zlati globus                                   | Najboljši igralec - Muzikal ali komedija            | Ne       | Ljubezen in druge droge      |